# Mount Hanssen
Mount Hanssen ist ein 3280 m hoher und vereister Berg mit einem auffällig spitzen Gipfel in der antarktischen Ross Dependency. Im Königin-Maud-Gebirge ragt er am südlichsten Punkt des Rawson-Plateaus auf.
Der norwegische Polarforscher Roald Amundsen entdeckte den Berg im November 1911 beim Marsch zum geographischen Südpol im Rahmen seiner Antarktisexpedition (1910–1912). Er benannte ihn nach Helmer Hanssen (1870–1956), der am erfolgreichen Südpolmarsch beteiligt war.